# 有馬ます池
有馬ます池（ありまますいけ、英: Arima Masuike）は、兵庫県神戸市北区有馬町にある日本の水産養魚場あり、釣り堀を併設した遊園施設。
神鉄グループの神鉄観光（神戸電鉄完全子会社）が運営している。

## 概要

### 魚類の水産養殖業
六甲連山の山麓を横断する神鉄沿線一帯は、その一部が「関西の軽井沢」のキャッチフレーズで高級別荘地として売り出されたように極めて気候が冷涼であり、有馬温泉郷・鼓ヶ滝からの清流も夏季水温が20℃前後と低温であった。このため神戸電鉄によってこの流水を利用したニジマスの養殖を企てられ、1950年（昭和25年）に神戸電鉄直営の水産養殖場として有馬養鱒場は開設された。
開設当初、ニジマスの卵は兵庫県清滝鮭鱒孵化場から配給を受けていたが、現在は採卵から人工授精、孵化、養殖まで一貫して行っている。毎年11月〜12月に3年もののニジマスを使用して採卵・人工授精を行い、混合飼料粉末からペレットまで4種類の餌を給餌して、約1年をかけて12〜15cmに成長させる。必要数が不足するときは岐阜県・滋賀県・鳥取県から購入している。
かつてはニジマスのほか、サクラマス・イワナ・コイ・アマゴ等の養殖も行っており、このうちアマゴの養殖については1980年代まで行っていた。

### ニジマス釣り
上記のように養殖したニジマスを人工池に遊泳させて、一般客向けの有料釣り体験を行なっている。本来の施設名は前述のとおり有馬養鱒場であるが、一般客向けには「有馬ます池」の通称名を使用して、今日ではこちらの名称で広く親しまれている。
7面（以前は12面あった）ある人工池のうち最も大きい池に桟橋を架橋し、指定された区画内で小ニジマスを貸し竿で3匹まで釣り上げることができる。追加で釣る場合は1匹毎に別料金が必要である。以前は料金体系が別の「大マス釣り体験」があったが現在は廃止されている。
開業以来長いあいだ、釣り上げたニジマスはお土産用に籠が用意されたほか、その場で賞味する場合には刺身もしくは素揚げに調理されていた。現在はいずれのサービスも廃止され、お土産とする場合には「ニジマス甘露煮パック」、そうでない場合は併設のレストランで「ニジマスの唐揚げ」が提供されるようになっている。

### 現在の施設
永らく開業以来の施設で営業されていたが、1977年（昭和52年）に神鉄設計（神戸電鉄子会社）に大規模な改良工事を発注、1978年（昭和53年）に完成した。人工池は養殖用と釣り体験用のほか、鯉とチョウザメの飼育池があり給餌体験が行われている。受付と竿・餌・バケツ等の貸し出しを行う事務所のほか、軽食およびニジマス料理を提供するレストラン「ますの茶屋」がある。

## 鱒ます恋こい神社
有馬温泉の氏神・温泉守護神として崇敬される湯泉神社のご祭神・大己貴命を分霊したものである。
大己貴命は有馬温泉を発見し、また因幡で白兎を助けたやさしい神様として知られ、お参りすることで縁結び、恋愛成就にご利益があると言われる。
恋愛成就のパワースポットとして神鉄観光が、2012年（平成24年）10月26日に建立した。4月に春祭り、11月に縁結び祈願祭を実施、神事後には、ご祭神の神徳を分け与えられたニジマスを釣り池に放流している。また「恋まもり」や「恋の願掛け絵馬」の販売も行っている。